# Hans Magnus Enzensberger
Hans Magnus Enzensberger, född 11 november 1929 i Kaufbeuren, Bayern, död 24 november 2022 i München, Bayern, var en tysk författare, poet, översättare och redaktör. Han skrev även under pseudonymen Andreas Thalmayr.

## Liv och verk
Hans Magnus Enzensberger växte upp i Nürnberg. Han studerade litteratur och filosofi vid universiteten i Erlangen, Freiburg, Hamburg och Paris. År 1955 disputerade han med en avhandling om Clemens Brentano och blev filosofie doktor. Han arbetade vid radion i Stuttgart fram till 1957 samt som universitetslärare. Efter sin litterära debut med verteidigung der wölfe (1957) deltog han i flera möten med Gruppe 47. Han var även verksam som förlagsredaktör och förläggare i både Västtyskland och USA. Under två perioder var han bosatt i Norge, först i Stranda och senare i Tjøme. Enzensbergers verk har översatts till mer än 40 olika språk.
I en uppseendeväckande essä från 1968 dödförklarade Enzensberger all litteratur som inte tjänade som politisk pedagogik.[källa behövs] Han ansåg, i likhet med Brecht, att dikten är ett socialt instrument som bör hanteras med medvetenhet och distans.

### Svenska urvalsvolymer
- Fyra tyska poeter. Dikter av Ingeborg Bachmann, Paul Celan, Hans Magnus Enzensberger och Helmut Heissenbüttel, översättning Benkt-Erik Hedin [m.fl.], Bonnier, 1964.
- Dikt för dom som inte läser dikt, tolkningar av Benkt-Erik Hedin och Göran Sonnevi, Bonnier, 1965.
- Studenterna och makten: en antologi, översättning Roland Adlerberth, PAN/Norstedt, 1968.
- Politiska brottstycken, översättning Karin Nauman, PAN/Norstedt, 1968.
- Svensk höst, reportageserie i Dagens Nyheter 1982, översättning Madeleine Gustafsson.
- Till det normalas försvar, översättning Madeleine Gustafsson, Norstedt, 1992.
- Kiosk och andra dikter, översättning Madeleine Gustafsson, Norstedt, 2005.
- Ögonblicket då bara ögonblicket räknas. Sena dikter, översättning Mats O. Svensson, ellerströms, 2025.

## Priser och utmärkelser
- 1959: Villa Massimo-stipendiet
- 1963: Georg Büchner-priset
- 1985: Heinrich-Böll-Preis
- 1993: Erich-Maria-Remarque-Friedenspreis
- 1998: Heinrich-Heine-Preis
- 2002: Prinsen av Asturiens pris
- 2010: Sonningpriset